# Kreuz von Saarburg

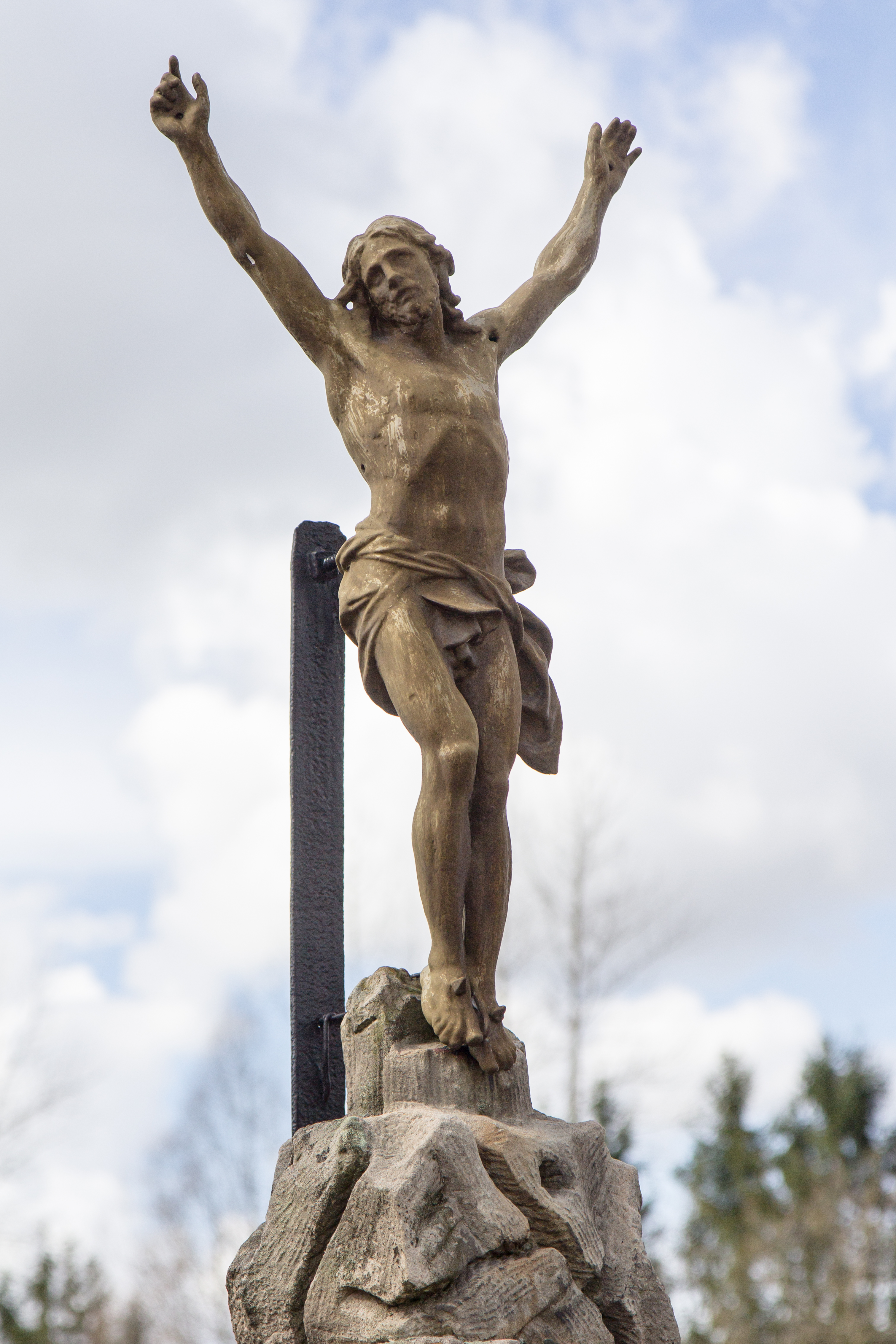
„Kreuz von Saarburg“, Zustand 2018

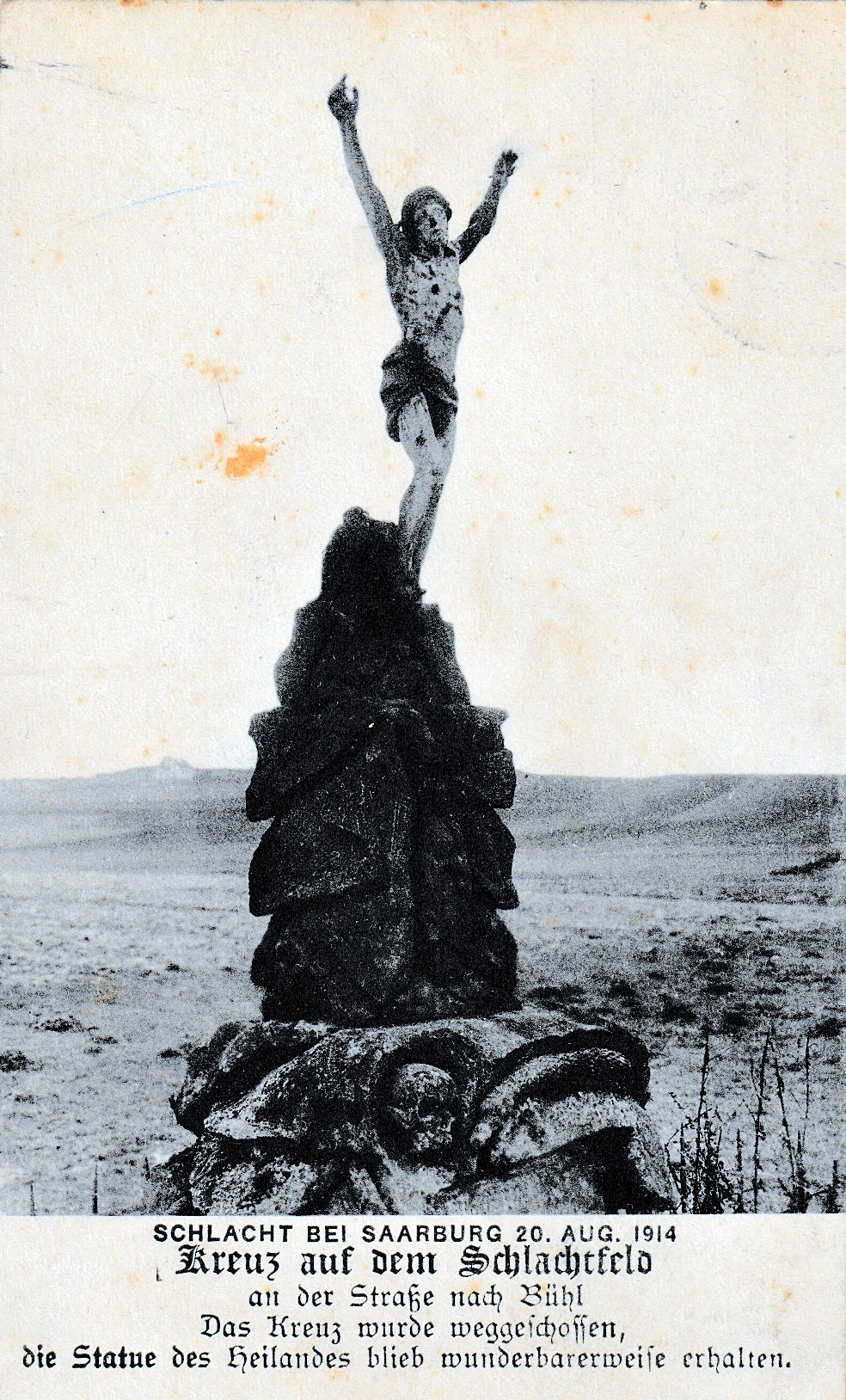
Zeitgenössische Postkarte mit Foto des Kreuzes (rückseitiger Metallstab weg retuschiert)

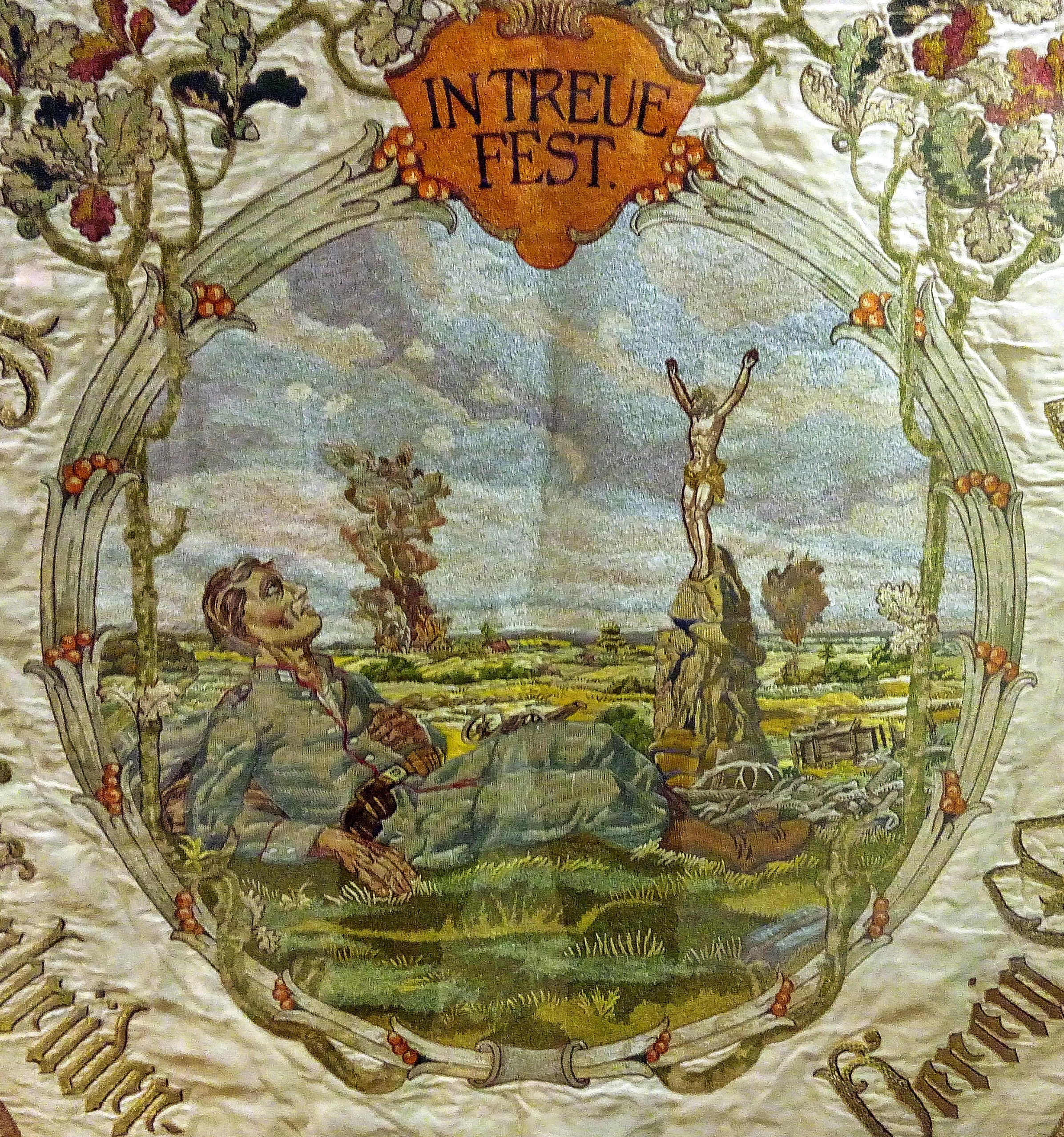
Darstellung des Kreuzes auf der historischen Kriegervereinsfahne von Mühlheim an der Eis

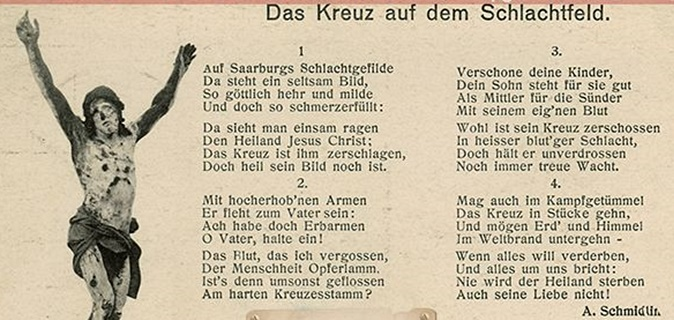
Das Kreuz mit dem Lied von August Schmidlin

Das Kreuz von Saarburg (französisch Croix de Buhl) ist ein Flurkreuz im lothringischen Buhl-Lorraine/Bühl, das wegen seiner besonderen Geschichte im Ersten Weltkrieg zum beliebten Postkarten- und Fahnenmotiv wurde.

## Geschichte
Wie sich aus der Sockel-Inschrift ergibt, wurde das Kreuz 1875 durch die in Buhl/Bühl ansässigen Eheleute Nicolaus Schiwi und Margarete Schiwi geb. Fillinger gestiftet. Bis zum Ausbruch des Ersten Weltkrieges war es nur eines der vielen in Lothringen vorhandenen Wegkreuze. Es liegt an der Straße von Buhl nach Sarrebourg (heute Route départementale n° 96).
Im Rahmen der Schlacht in Lothringen kam es hier im August 1914 zur Schlacht bei Saarburg. Französische Truppen waren an diesem Frontabschnitt bis ins Reichsgebiet vorgedrungen und wurden unter schweren Opfern zurückgeschlagen. Im Verlauf dieser Kämpfe traf am 20. August 1914 eine Granate bzw. ein Granatsplitter das besagte Flurkreuz. Das hölzerne Kreuz aus massiven Balken wurde völlig weggerissen. Allein die Heilandsfigur aus Stein blieb aufrecht und unversehrt auf dem Sockel stehen. Sie hatte allerdings durch einen rückseitigen Metallstab eine leichte Stütze, die aber auf den meisten Abbildungen weg retuschiert ist.
Von Anfang an wurde der stehende Christus, dessen Kreuz der Krieg vernichtet hatte, als erschütterndes Mahnmal angesehen. Viele Soldaten erzählten davon und das Monument fand in den verschiedensten Abbildungen, als Postkarte bzw. als Druck oder Andachtsbildchen Verbreitung. Man bezeichnete es als „Kreuz von Saarburg“.
Da in der Schlacht bei Saarburg vornehmlich bayerische Truppen kämpften, erscheint das Motiv auch immer wieder auf Fahnen von bayerischen Kriegervereinen. Der Kriegerverein Bodenkirchen (Niederbayern) besuchte das auf seiner Fahne abgebildete Kreuz im Jahr 2014. Auch auf der historischen Fahne des Krieger- und Waffenbrüdervereins im pfälzischen Mühlheim an der Eis (heute Museum Grünstadt) ist das Motiv aufgestickt.
Der lothringer Heimatdichter August Schmidlin verfasste noch im Weltkrieg einen sich auf das Kreuz beziehenden Liedtext, in Deutsch und Französisch. Die deutsche Version kann auf die Melodie O Haupt voll Blut und Wunden gesungen werden; sie wurde ebenfalls auf Postkarten verbreitet.
Die Schriftstellerin Hanna Vogt-Vilseck veröffentlichte eine Ballade auf das Saarburger Kreuz, die im 2. Band des Werkes Unsere Bayern im Felde (München 1915, S. 1348) abgedruckt ist.
Friedrich Ernst Koch schuf 1918 ein Schauspiel mit dem Titel Das Kreuz von Saarburg.
In der Sammlung des Bayerischen Armeemuseums befindet sich ein Andachtsbild mit einer plastischen Darstellung der Heilandsfigur.
Zur Zeit des Ersten Weltkrieges und der Weimarer Republik war das Kreuz von Saarburg sehr bekannt, heute ist es weitgehend vergessen.

## Das Kreuz
Es handelt sich um ein einfaches Flurkreuz des 19. Jahrhunderts. Der Sockel und die Christusfigur sind aus Stein. Das Kreuz selbst war aus Holzbalken gefertigt. Im Sockelaufbau befindet sich zusätzlich eine Statue der Immakulata. Das Monument existiert bis heute in dem Zustand (ohne Kreuz), wie es aus der Schlacht bei Saarburg hervorging. Der Sockel trägt die Inschrift:

„Errichtet worden zur Ehre Gottes, durch die Eheleute Nicolaus Schiwi und Margarete Fillinger, Bühl im Jahre 1875. 40 Tage Ablass, wenn man 5 Vater Unser, 5 Ave Maria und den Glauben betet.“

Neben dem Kreuz wurde ein Gedenkstein aufgestellt. Er trägt die französische und deutsche Inschrift:

« Pendant la bataille de SARREBOURG, 20 août 1914 ce CHRIST fut merveilleusement conservé alors que la croix qui le portait fut enlevée par un projectile. Je suis la résurrection et la vie. St. Jean 11, 25 »

bzw.

„In der Schlacht von SAARBURG, 20. August 1914, wurde dieses Christusbild wunderbarerweise erhalten, während der Kreuzesstamm weggeschossen wurde. Ich bin die Auferstehung und das Leben. Joh. 11, 25“

Kreuz und Gedenkstein sind mit einem Metallgitter umfriedet.

## Galerie von historischen Postkarten

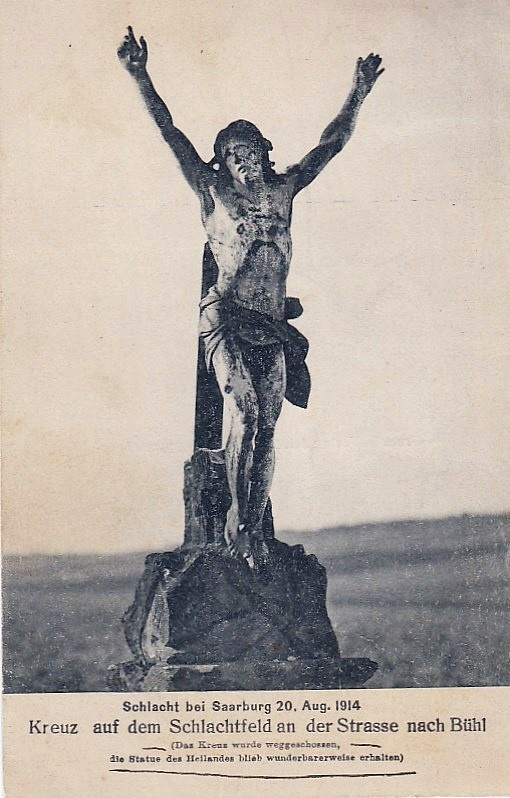
Foto vom Kreuz, mit sichtbarer Metallstütze
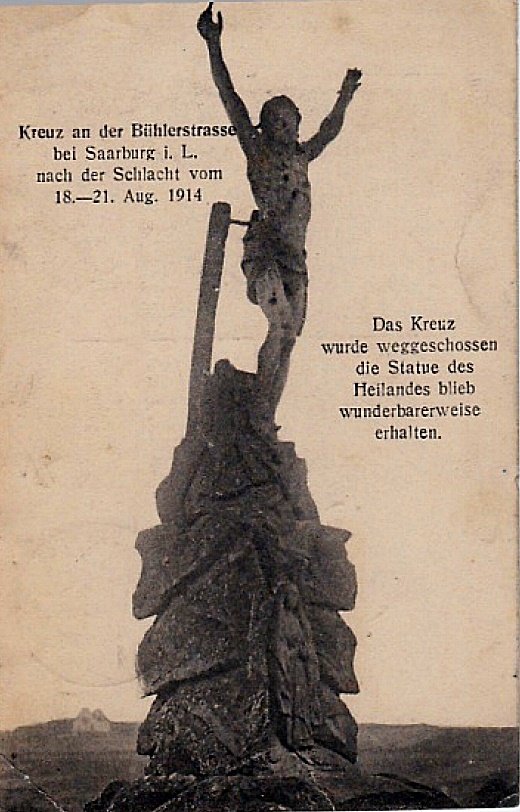
Foto vom Kreuz, mit sichtbarer Metallstütze
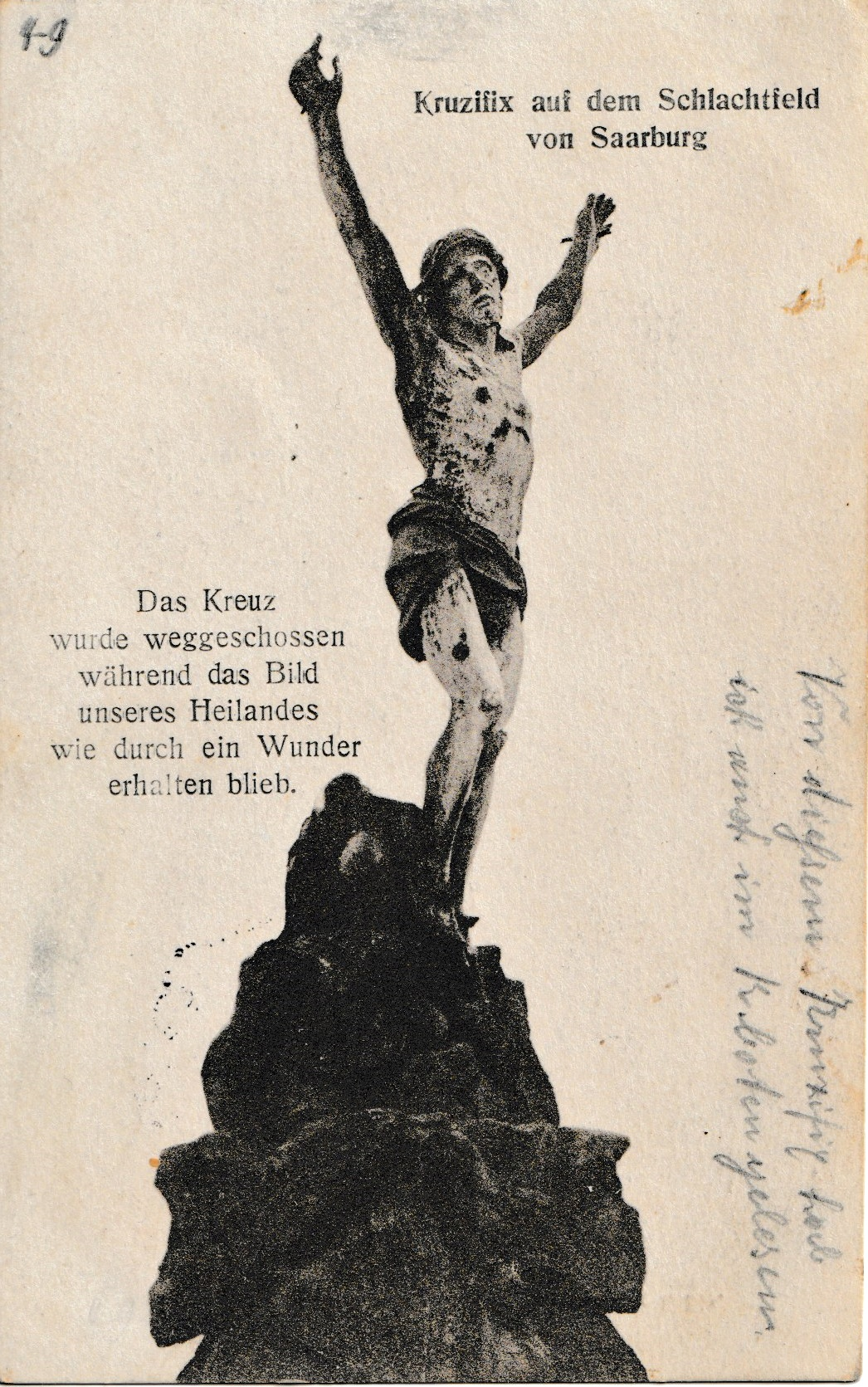
Foto vom Kreuz, Metallstütze weg retuschiert
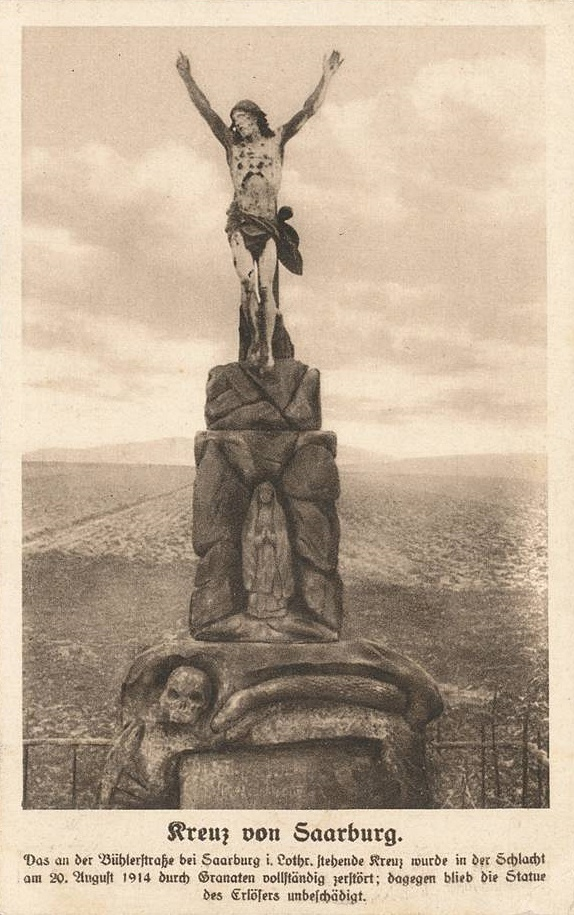
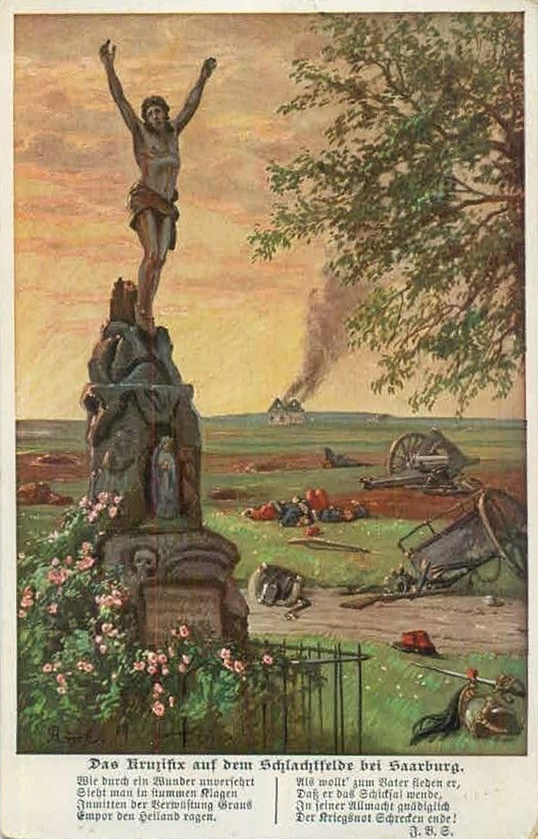
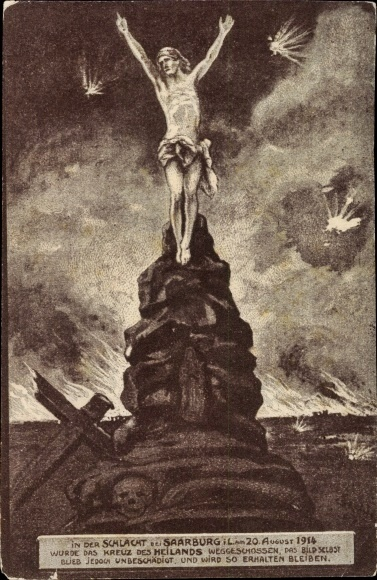
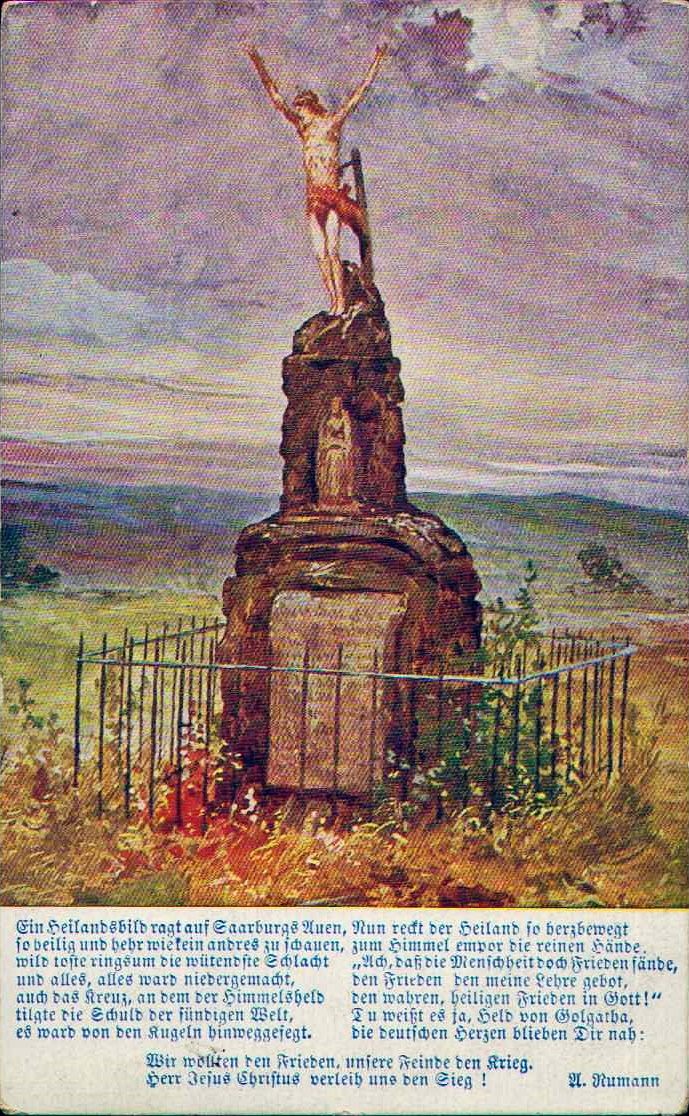
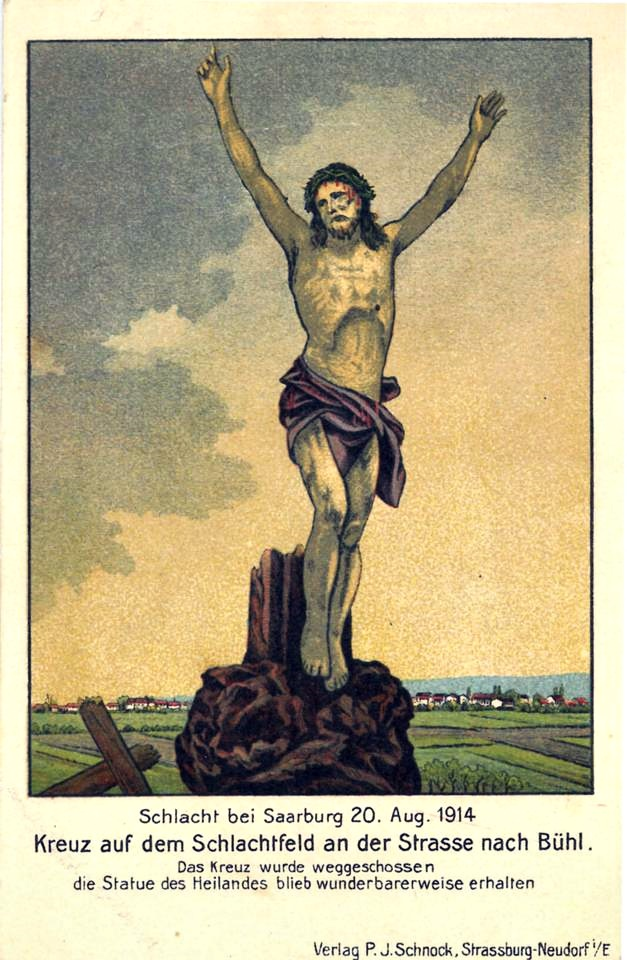
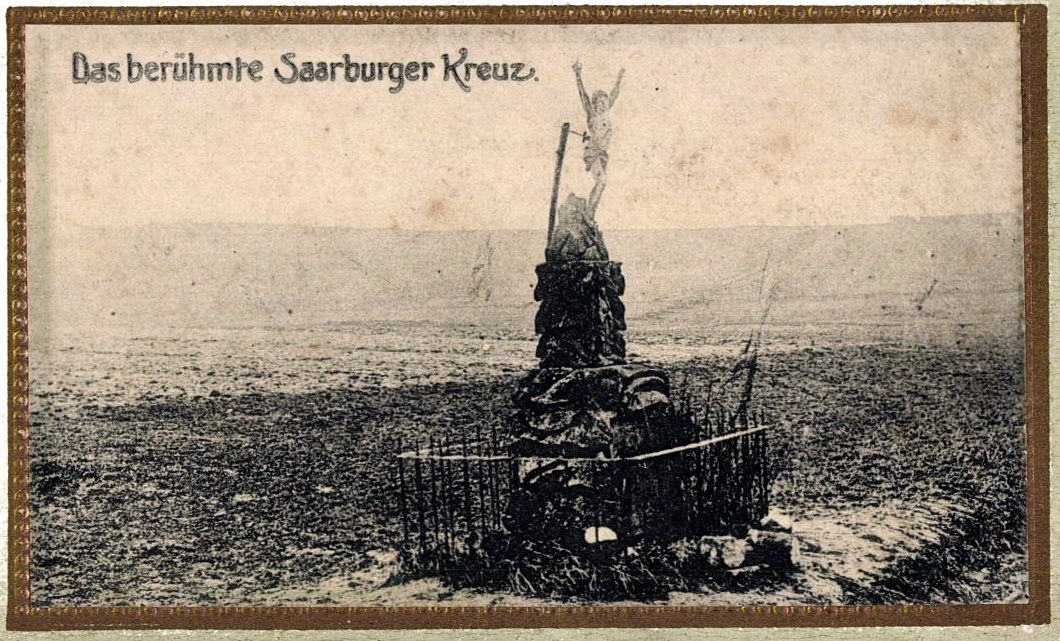
Gesamtansicht, 1914

## Literatur

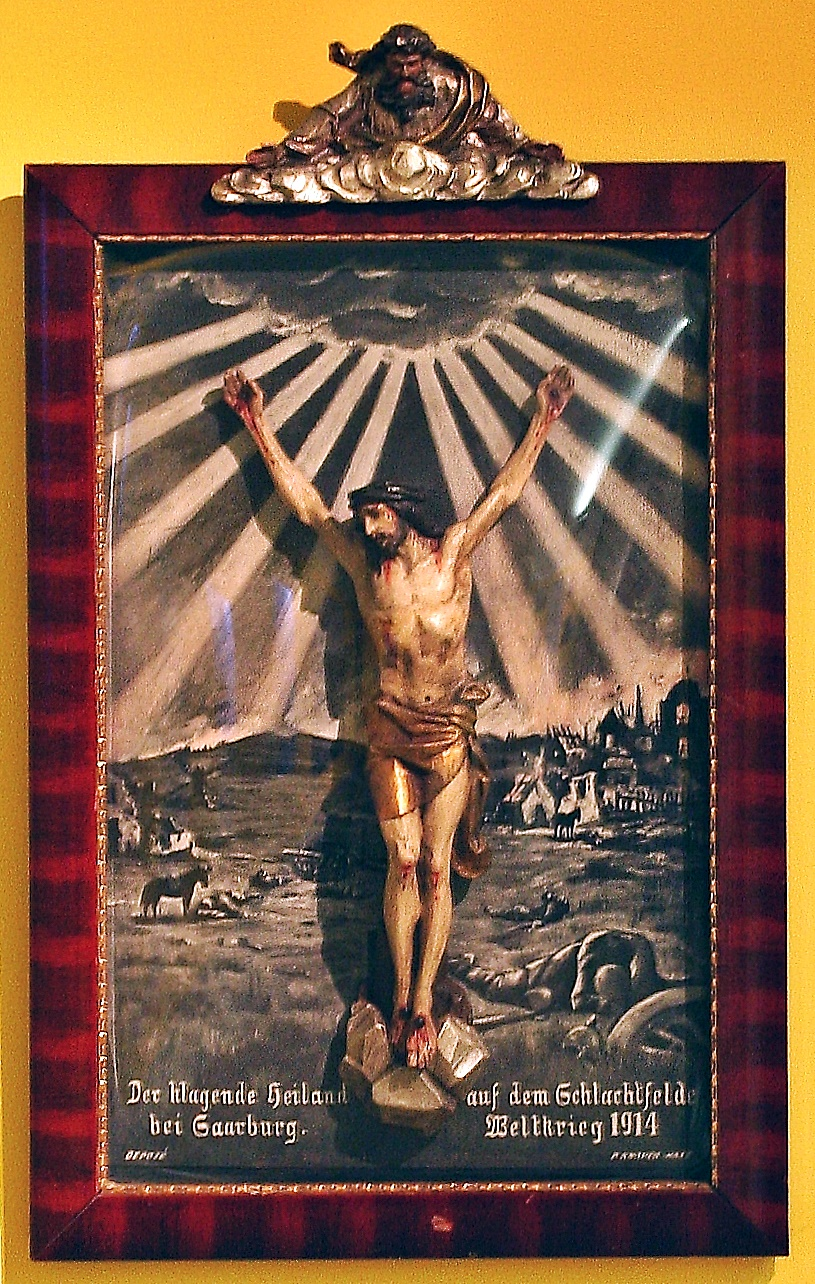
Plastische Darstellung der Saarburger Heilandsfigur, in der Sammlung des Bayerischen Armeemuseums